# Les Pommerats
Les Pommerats (toponimo francese; in tedesco Bresselerwalden, desueto) è una frazione di 252 abitanti del comune svizzero di Saignelégier, nel Canton Giura (distretto delle Franches-Montagnes).

## Storia

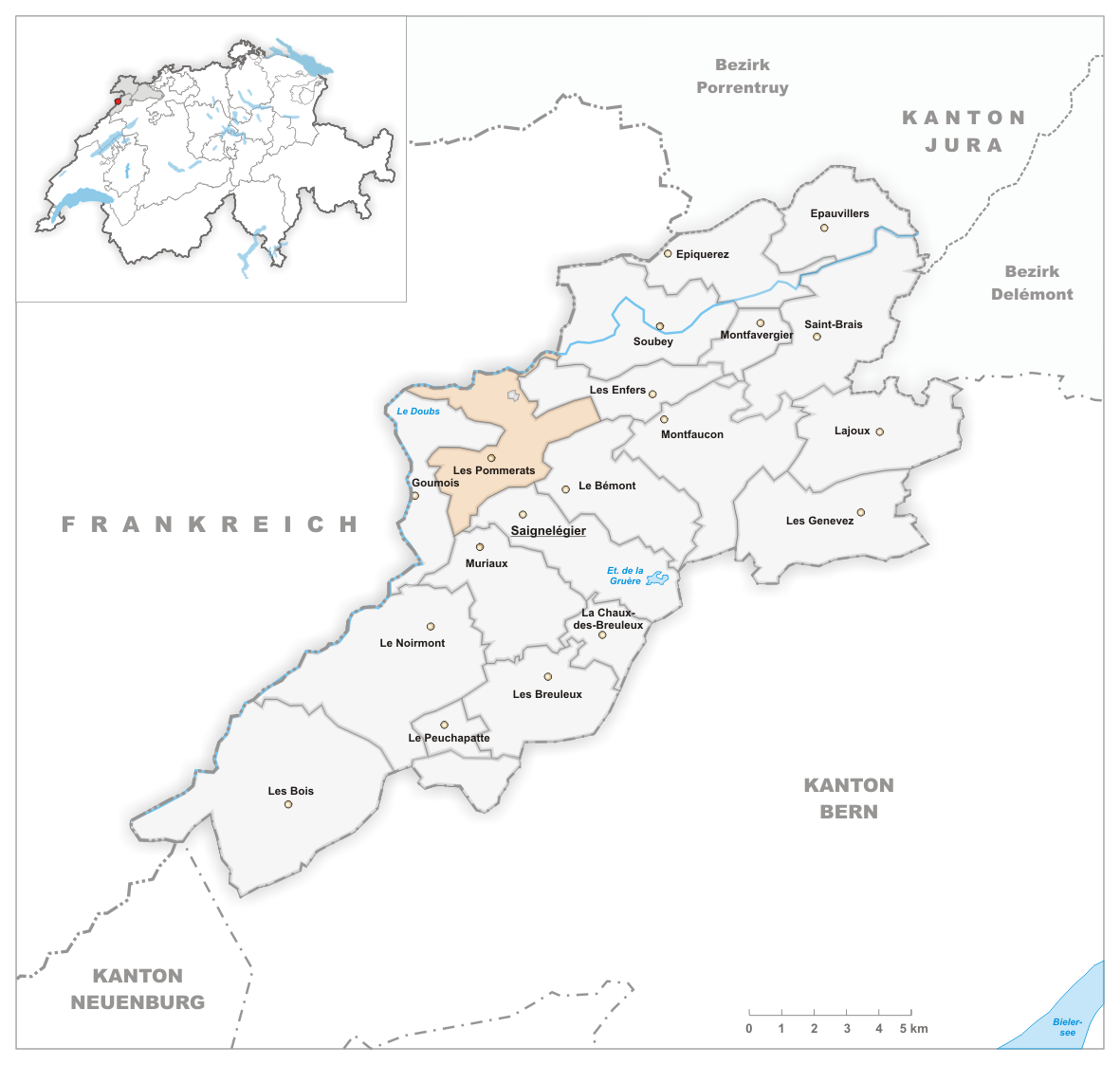
Il territorio del comune di Les Pommerats prima degli accorpamenti comunali del 2009

Già comune autonomo che si estendeva per 11,51 km² e che comprendeva anche le frazioni di Malnuit e Moulin Jeannottat, il 1º gennaio 2009 è stato accorpato a Saignelégier assieme all'altro comune soppresso di Goumois.

## Monumenti e luoghi d'interesse

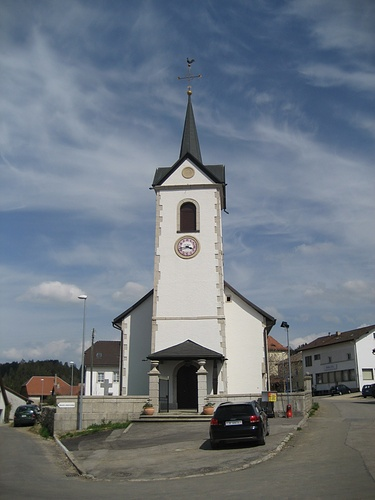
La chiesa dei Santi Pietro e Paolo

- Chiesa cattolica dei Santi Pietro e Paolo, eretta nel 1784-1786[1].

## Società

### Evoluzione demografica
L'evoluzione demografica è riportata nella seguente tabella:
Abitanti censiti